# Seven de Hong Kong
El Seven de Hong Kong es un torneo de selecciones nacionales de rugby 7 que se disputa en Hong Kong desde 1976. Es organizado por la Hong Kong Rugby Football Union, la federación nacional de rugby, y es uno de los principales eventos deportivos de la ciudad. La sede del torneo fue el Estadio del Hong Kong Football Club hasta 1981, y el Estadio de Hong Kong desde 1982 hasta 2024, y el Parque Deportivo de Kai Tak desde 2025.
El Seven de Hong Kong forma parte de la Serie Mundial de Rugby 7 desde la temporada inaugural 1999-2000. No se disputó en 1997 ni 2005, cuando la Copa del Mundo de Rugby 7 se realizó precisamente en ese país asiático.
En 1997 se comenzó a disputar la versión femenina del Seven de Hong Kong. Fue el primer torneo de selecciones femeninas de rugby 7 de la historia.

## Formato

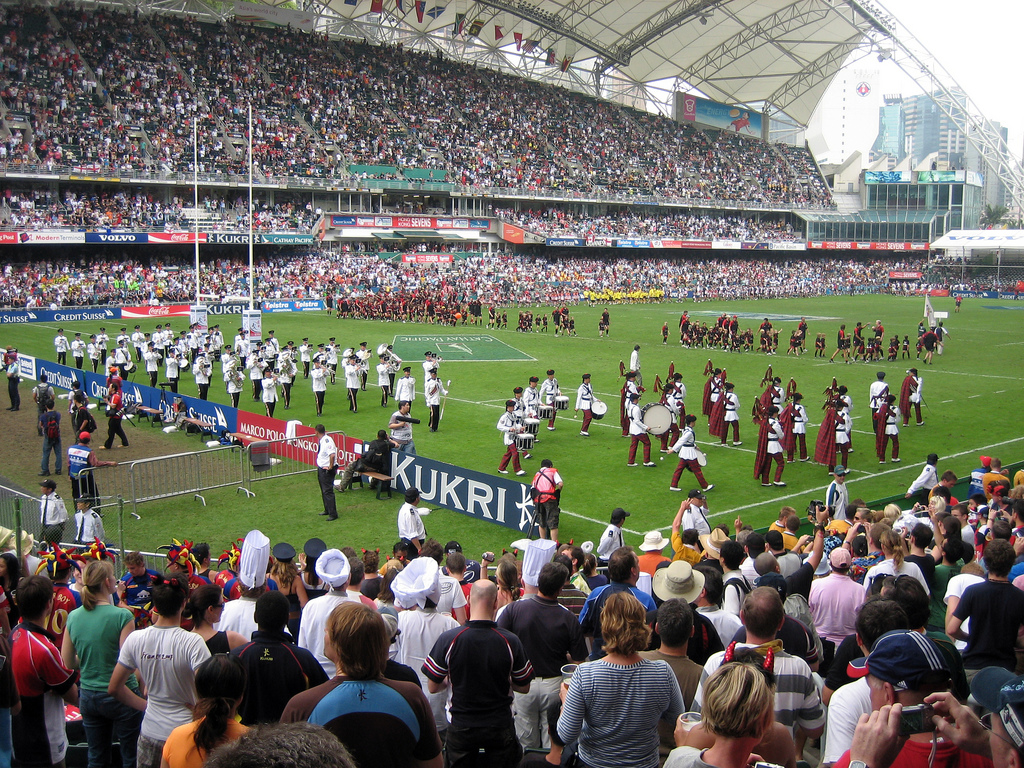
Desfile del Seven de Hong Kong de 2008

Históricamente, el Seven de Hong Kong reunía a 24 equipos, y tenía un formato con una fase de grupos y una fase de eliminación directa. Esto lo distinguía de los demás torneos de la Serie Mundial, que son de 16 equipos.
En la edición 2013, el torneo principal se redujo a 16 equipos: las 15 selecciones estables de la Serie Mundial más un invitado. Simultáneamente, se disputó el torneo preclasificatorio a la Serie Mundial 2013-14, con la presencia de 12 equipos (dos clasificados por continente). Los cuatro semifinalistas avanzaron al torneo clasificatorio celebrado en el Seven de Londres.
Desde la edición 2014 hasta 2019 hubo 16 equipos en el torneo principal, en tanto que 12 equipos disputaron el torneo clasificatorio a la Serie Mundial. El campeón se convertía en selección estable de la siguiente temporada de la Serie Mundial, sustituyendo al último equipo clasificado.
En 2022 y 2023 solo se disputó el torneo del circuito mundial con 16 selecciones, desde 2024 el torneo disminuyó sus participantes a 12 seleccionados.

## Palmarés
| Año  | Campeón        | Marcador | Subcampeón              |
| ---- | -------------- | -------- | ----------------------- |
| 1976 | Cantabrians    | 24-8     | Wallaroos               |
| 1977 | Fiyi           | 28-18    | Marlborough             |
| 1978 | Fiyi           | 14-10    | Manawatu                |
| 1979 | Australia      | 39-3     | Samoa                   |
| 1980 | Fiyi           | 12-8     | Co-Optimists            |
| 1981 | Barbarian F.C. | 12-10    | Australia               |
| 1982 | Australia      | 18-14    | Scottish Border Club    |
| 1983 | Australia      | 14-4     | Fiyi                    |
| 1984 | Fiyi           | 26-0     | Nueva Zelanda           |
| 1985 | Australia      | 24-10    | Public School Wanderers |
| 1986 | Nueva Zelanda  | 32-12    | Barbarians franceses    |
| 1987 | Nueva Zelanda  | 12-6     | Fiyi                    |
| 1988 | Australia      | 13-12    | Nueva Zelanda           |
| 1989 | Nueva Zelanda  | 22-10    | Australia               |
| 1990 | Fiyi           | 22-10    | Nueva Zelanda           |
| 1991 | Fiyi           | 18-14    | Nueva Zelanda           |
| 1992 | Fiyi           | 22-6     | Nueva Zelanda           |
| 1993 | Samoa          | 14-12    | Fiyi                    |
| 1994 | Nueva Zelanda  | 32-20    | Australia               |
| 1995 | Nueva Zelanda  | 35-17    | Fiyi                    |
| 1996 | Nueva Zelanda  | 19-17    | Fiyi                    |
| 1997 | Fiyi           | 24-21    | Sudáfrica               |
| 1998 | Fiyi           | 28-19    | Samoa                   |
| 1999 | Fiyi           | 21-12    | Nueva Zelanda           |
| 2000 | Nueva Zelanda  | 31-5     | Fiyi                    |
| 2001 | Nueva Zelanda  | 29-5     | Fiyi                    |
| 2002 | Inglaterra     | 33-20    | Fiyi                    |
| 2003 | Inglaterra     | 22-17    | Nueva Zelanda           |
| 2004 | Inglaterra     | 22-12    | Argentina               |
| 2005 | Fiyi           | 29-19    | Nueva Zelanda           |
| 2006 | Inglaterra     | 26-24    | Fiyi                    |
| 2007 | Samoa          | 27-22    | Fiyi                    |
| 2008 | Nueva Zelanda  | 26-12    | Sudáfrica               |
| 2009 | Fiyi           | 26-24    | Sudáfrica               |
| 2010 | Samoa          | 24-21    | Nueva Zelanda           |
| 2011 | Nueva Zelanda  | 29-17    | Inglaterra              |
| 2012 | Fiyi           | 35-28    | Nueva Zelanda           |
| 2013 | Fiyi           | 26-19    | Gales                   |
| 2014 | Nueva Zelanda  | 26-7     | Inglaterra              |
| 2015 | Fiyi           | 33-19    | Nueva Zelanda           |
| 2016 | Fiyi           | 21-7     | Nueva Zelanda           |
| 2017 | Fiyi           | 22-0     | Sudáfrica               |
| 2018 | Fiyi           | 24-12    | Kenia                   |
| 2019 | Fiyi           | 21-7     | Francia                 |
| 2022 | Australia      | 20-17    | Fiyi                    |
| 2023 | Nueva Zelanda  | 24-17    | Fiyi                    |
| 2024 | Nueva Zelanda  | 10-7     | Francia                 |
| 2025 | Argentina      | 12-7     | Francia                 |

## Seven Clasificatorio de Hong Kong
Entre 2014 y 2019, se organizó un "Seven Clasificatorio", un torneo que se desarrollaba en paralelo al Seven de Hong Kong para determinar a la selección que tendría estatus permanente en la siguiente temporada de la Serie Mundial. El equipo clasificado pasaba a integrar al selecto grupo de 15 selecciones centrales, conocido por su nombre en inglés (core teams) quienes tenían asegurada su participación en todas las etapas del circuito.
| Año  | Campeón | Marcador | Subcampeón |
| ---- | ------- | -------- | ---------- |
| 2014 | Japón   | 26-7     | Italia     |
| 2015 | Rusia   | 22-19    | Zimbabue   |
| 2016 | Japón   | 24-14    | Hong Kong  |
| 2017 | España  | 12-7     | Alemania   |
| 2018 | Japón   | 19-14    | Alemania   |
| 2019 | Irlanda | 28-7     | Hong Kong  |

## Posiciones
| Equipo        | Campeón | 2º puesto |
| ------------- | ------- | --------- |
| Fiyi          | 8       | 6         |
| Nueva Zelanda | 7       | 5         |
| Inglaterra    | 4       | 2         |
| Samoa         | 2       |           |
| Argentina     | 1       | 1         |
| Australia     | 1       |           |
| Sudáfrica     |         | 3         |
| Gales         |         | 1         |
| Kenia         |         | 1         |
| Francia       |         | 2         |